# اوپلتنیا
اوپلتنیا (به بلغاری: Opletnya) یک منطقهٔ مسکونی در بلغارستان است که در استان صوفیه واقع شده‌است.